# O Processo dos Távoras
O Processo dos Távoras é uma série de ficção histórica produzida pela RTP, Antinomia Produções Vídeo e pelo Instituto do Cinema, Audiovisual e Multimédia (ICAM), em 2001, realizada por Wilson Solon e escrita por Francisco Moita Flores. Foi criada a partir do escândalo político português, acontecido no reinado de D. José, em 1758. A série teve um lugar de destaque no Festival Internacional de Televisão de Veneza de 2002, por ser um projecto inédito, tanto do ponto de vista histórico-cultural como audiovisual.

## Sinopse
Esta série demonstra todo o processo (e os seus bastidores políticos), que levaram à barbara execução dos Távoras, numa viagem ao século XVIII.
Em ambiente de crise política e económica, D. José, rei de Portugal é vítima de um atentado, numa noite de Setembro, quando regressava ao Campo Real depois de um encontro com a sua amante - a marquesa de Távora nova, D. Teresa de Távora.
Após um primeiro momento, o rei hesita e encarrega o seu ministro Sebastião José de Carvalho e Melo de constituir um tribunal que descubra, prenda e julgue os responsáveis pela tentativa de regicídio. É o pretexto que este procurava, para acabar de vez com a velha nobreza que resistia à euforia iluminista que entretanto se preparava para modificar definitivamente a forma de fazer política na Europa, assim como com a Companhia de Jesus. Assim, as famílias do duque de Aveiro e do marquês de Távora são acusadas, e vêem-se num processo espúrio, construído sobre provas cuja intencionalidade política era evidente, e sem possibilidade de defesa efectiva. O destino para os que se considerou implicados directamente foi a morte, na maior execução coletiva a que Portugal alguma vez assistiu. No entanto, a dúvida permaneceu sempre. Se politicamente eram responsáveis pela oposição ao espírito de reforma, judicialmente eram inocentes e o seu horror e humilhação públicos marcou para sempre a história. 

### A Época
A acção passa-se desde Setembro de 1758 até Dezembro do mesmo ano. Num ambiente tenso marcado pela luta do rei D. José e do seu governo pela implantação de um conjunto de reformas que permitam a Portugal sair da miséria onde mergulhou após a crise do ouro brasileiro, cujas remessas diminuíram durante o final do reinado de D. João V e sobretudo no reinado do seu filho. É bastante perceptível a resistência e a surpresa da velha nobreza, incomodada perante a emergência de novas políticas mercantilistas, surgidas do pensamento iluminista, que ignoram e desperzam os valores tradicionais da estrutura nobiliárquica e privilegiam uma lógica de poder economicista. Este descontentamento aliado à mudança de comportamentos políticos e sociais, para além do palco de luta pelo poder em que se converteu o Brasil coloca a Companhia de Jesus em conflito com D. José e com aquele que viria a ser o Marquês de Pombal, Sebastião José de Carvalho e Melo.

## Elenco e Personagens
- António Cordeiro – D. José I de Portugal
- João D'Ávila – Sebastião José de Carvalho e Melo
- Fernanda Lapa – D. Leonor Tomásia de Távora, 3.ª Marquesa de Távora
- Henrique Viana – D. Francisco de Assis de Távora, 3.º Marquês de Távora
- Júlio Cardoso – D. José de Mascarenhas da Silva e Lencastre, Duque de Aveiro
- Sofia Sá da Bandeira - Leonor de Almeida Portugal
- Gonçalo Diniz - D. Luís Bernardo de Távora, filho de D. Francisco de Assis de Távora
- Marco D'Almeida - D. José Maria de Távora, filho de D. Francisco de Assis de Távora
- Lia Gama - Leonor de Távora, Duquesa de Aveiro
- João Lagarto – Juiz Cordeiro Pereira
- Victor Rocha - Pedro Teixeira
- Henrique Canto e Castro - Padre Gabriel Malagrida
- Sofia Duarte Silva - D. Maria I de Portugal
- Luís Aleluia - Marquês de Alorna
- Manuel Moreira - Mindinho
- Flávia Gusmão - Mariana Teresa

## Episódios
| Temp. | Temp. | Episódios | Ano de Transmissão | Dia da Semana | Elenco Principal                                                                            |
| ----- | ----- | --------- | ------------------ | ------------- | ------------------------------------------------------------------------------------------- |
|       | 1     | 13        | 2002/2003          | Domingo       | António Cordeiro, João D'Ávila, Fernanda Lapa, Henrique Viana, Júlio Cardoso e João Lagarto |